# Amerokonidium

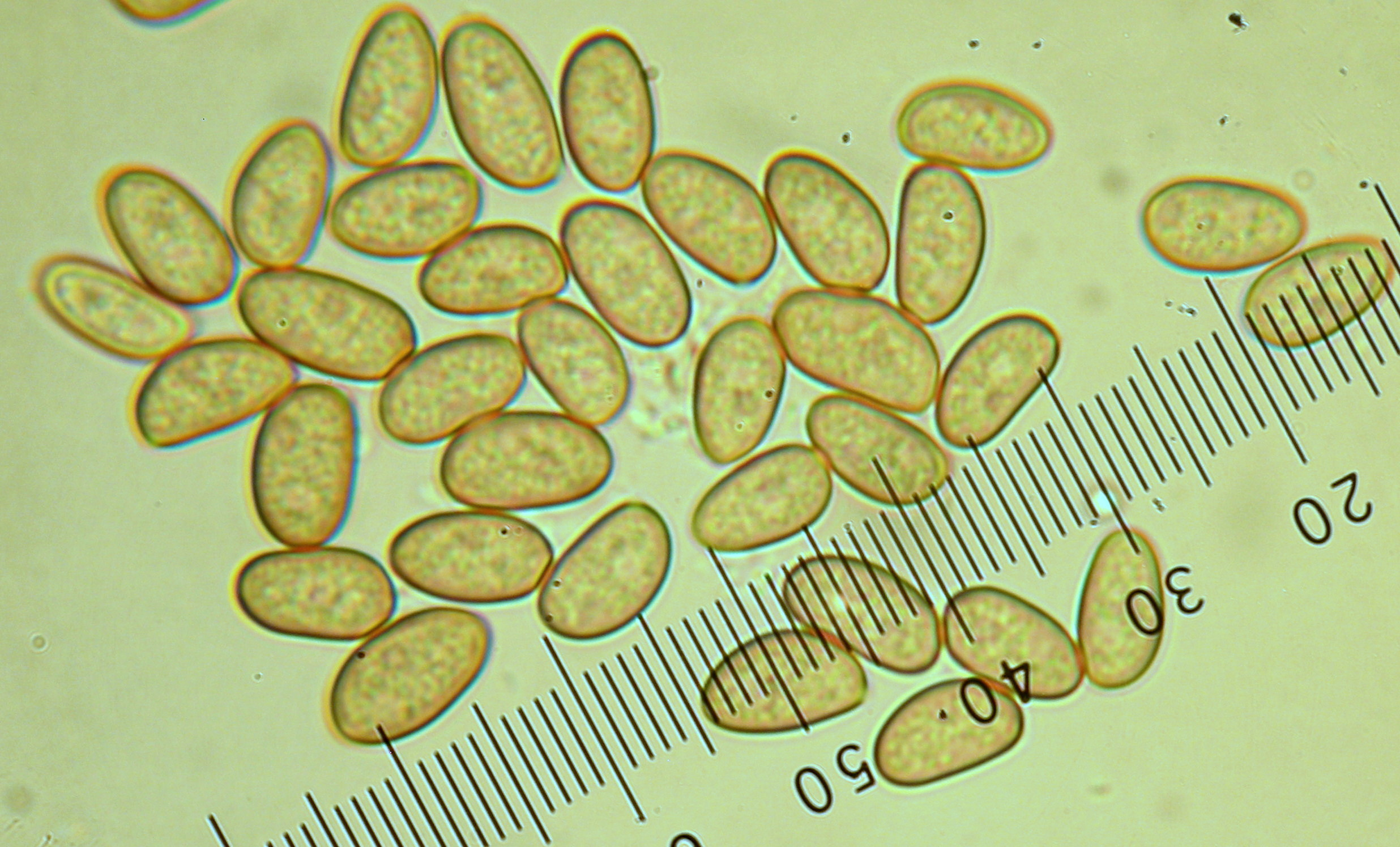
Amerokonidia u kruchaweczki gładkiej (Psathyrella spadicea)

Amerokonidium, amerospora – jednokomórkowy  zarodnik konidialny, u którego stosunek długości do szerokości jest mniejszy, niż 1:15 (zarodniki o większym stosunku długości do szerokości to skolekokonidia). Morfologia amerokonidiów ma znaczenie przy mikroskopowej identyfikacji niektórych gatunków grzybów. Wyróżnia się wśród nich zarodniki o kształcie kulistym, elipsoidalnym, jajowatym, odwrotnie jajowatym, gruszkowatym, cylindrycznym, maczugowatym i wrzecionowatym. Końce amerokonidiów mogą mieć wyrostki lub szczecinki, bierze się też pod uwagę rozmiary amerokonidiów, fakturę ich powierzchni, barwę, grubość ściany komórkowej, występowanie gutuli.
Amerokonidia to jeden z siedmiu typów konidiów wyróżnionych przez P.A. Saccardo. Podjął on próbę klasyfikacji zarodników w oparciu o ich cechy morfologiczne.

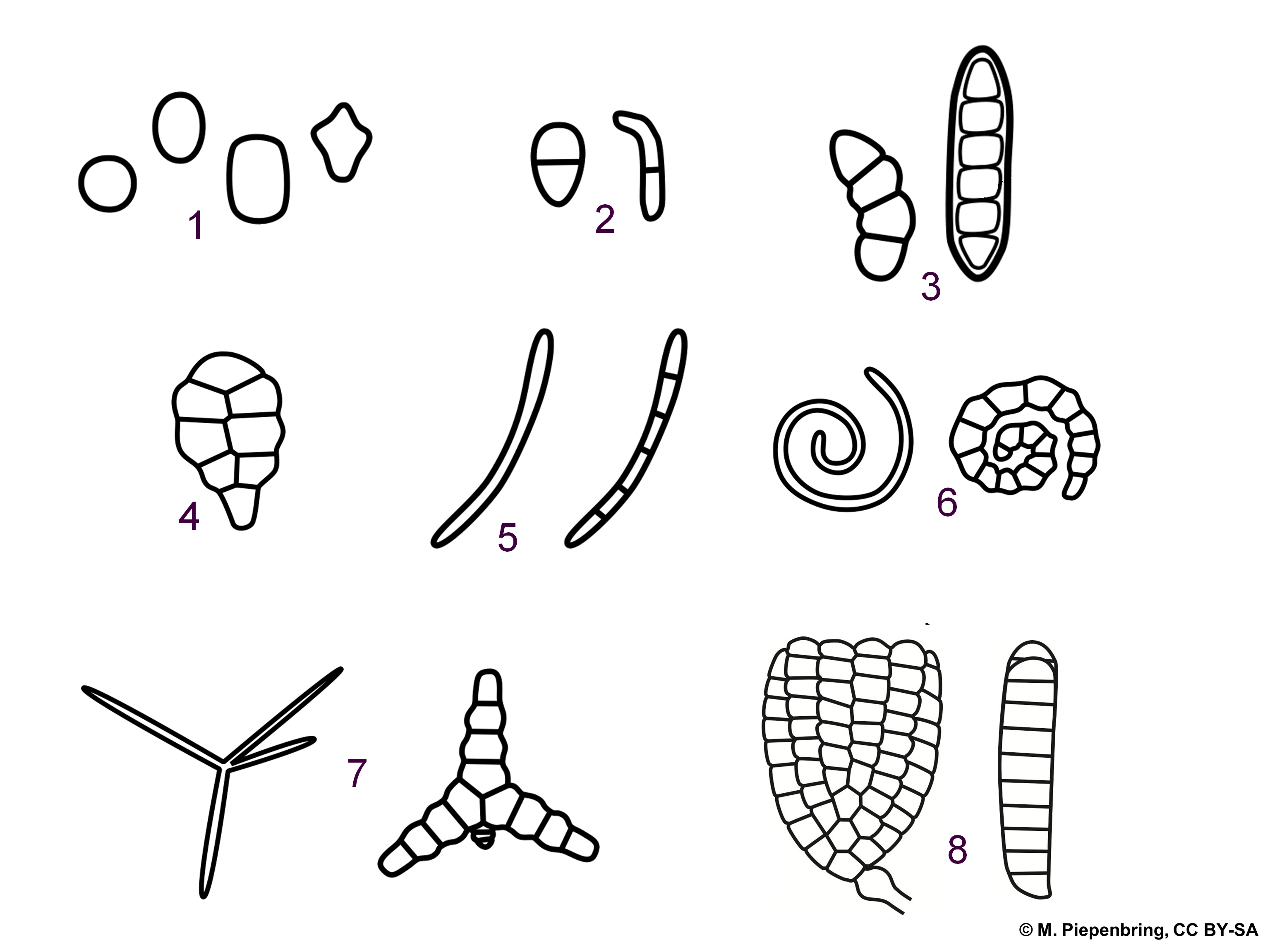
Typy konidiów wg P. A. Saccardo: 1 – amerokonidia, 2 – didymokonidia, 3 – fragmokonidia, 4 – diktiokonidia, 5 – skolekokonidia, 6 – helikokonidia, 7,8 – staurokonidia